# St. Maria Magdalena zur Busse
St. Maria Magdalena zur Busse, auch genannt Bethlehem war ein auf dem Eigelstein in Köln gelegenes Frauenkloster. Es ging aus einem Beginenkonvent hervor, nahm 1475 die Augustiner-Eremitenregel an und bestand bis zu seiner Aufhebung infolge der Säkularisation 1802.

## Geschichte
Stifterin des Anwesens war Richmud, die Witwe Gottschalks von Wippervurde und Tochter Ludwigs von der Mühlengasse. Das gestiftete Haus auf dem Eigelstein sollte Platz für 50 Beginen bieten. Der Name „zur Busse“ (Büchse) bzw. lateinisch ad pixidem ging auf den Vorbesitzer des Hauses Reyner Busse zurück. Der Besitz des Konvents war begrenzt, so dass 1452 nur noch acht Beginen hier lebten. 1471 wandelte deshalb die Familie Quatermart in Nachfolge der Wuppervurdes das Haus in ein Kloster um, in das zunächst 24 besitzlose, nicht mehr arbeitsfähige Mägde und so genannte „gefallene Mädchen“ aufgenommen wurden. Zwei Jahre später übertrug man außerdem die Aufsicht über das Haus an die Stadt Köln.
Ab 1475 nahm das Kloster die Regel der Augustiner-Eremiten an und ab diesem Zeitpunkt die Bezeichnung Bethlehem, was ein Jahr später von Papst Sixtus IV. genehmigt wurde. Mit dieser formellen Klostergründung ging die Erlaubnis einher, eine Kirche mit Altären, Glocke und Glockenturm, Friedhof, Klausur, Dormitorium und Refektorium zu besitzen. Auf Betreiben des Kaisers Friedrich III. unterstützte die Stadt ab 1480 den Bau von Kloster und Kirche und gestattete das Weben und Verarbeiten von Wolle und Leinen, beschränkte jedoch 1486 die steigende Anzahl der Bewohnerinnen wieder auf die ursprünglichen 50.
Die Kölner Chronisten verzeichnen 1492 einen Aufstand, vermutlich wegen Zwangsarbeit.
Nach der Auflösung des Klosters 1802 gingen die Immobilien in den Besitz der städtischen Armenverwaltung über. Die Kirche wurde im Anschluss abgerissen.

## Bauten und Ausstattung
Bereits 1471 soll es (laut Clemen/Vogt 1937) eine Kapelle zu Ehren der Heiligen Maria Magdalena und Maria von Ägypten gegeben haben, die Beleglage dazu ist jedoch laut Marianne Gechter schlecht. Belegbar sei jedoch, dass die durch Friedrich III. unterstützte Kirche 1525 definitiv existierte und genutzt wurde. Im 17. Jahrhundert sind weitere Baumaßnahmen nachweisbar, darunter eine neue Sakristei.
Eine barocke Ausstattung (Altäre, Gemälde, Kanzel, Orgel) ist zwar in den überlieferten Dokumenten nachgewiesen, Teile davon sind allerdings nicht mehr vorhanden.

## Überlieferung
Im Landesarchiv NRW sind 33 Urkunden und 0,5 m Akten aus der Zeit ab 1455 überliefert.